# Выношкова
Выношкова — река в России, протекает по Кологривскому району Костромской области. Устье реки находится в 37 км от устья Пеженги по правому берегу. Длина реки составляет 10 км.
Исток реки находится восточнее нежилой деревни Лом у границы с Вологодской областью. Река течёт на запад, всё течение проходит по ненаселённому лесу.

## Данные водного реестра
По данным государственного водного реестра России относится к Верхневолжскому бассейновому округу, водохозяйственный участок реки — Унжа от истока и до устья, речной подбассейн реки — Бассейн притоков Волги ниже Рыбинского водохранилища до впадения Оки. Речной бассейн реки — (Верхняя) Волга до Куйбышевского водохранилища (без бассейна Оки).
Код объекта в государственном водном реестре — 08010300312110000015365.

## Топографические карты
- Лист карты O-38-IX. Масштаб: 1 : 200 000. Состояние местности на 1982 год. Издание 1989 г.